# Anna Rothziegel
Anna Rothziegel (geboren am 22. Juni 1894 in Stuhlweißenburg, heute Székesfehérvár; gestorben im  August 1979) war eine österreichische Kunsthandwerkerin und Textilkünstlerin.

## Leben und Werk
Anna Luise Rothziegel war die Tochter von Alice Rothziegel, geborene Fuchs, und dem Chemiker Hermann Rothziegel. Der Vater war Direktor der Atzgersdorfer Druckfabrik. Ihre jüngere Schwester Emmy Rothziegel war ebenfalls Künstlerin. Die Schwestern gehörten zur Wiener Jugendbewegung.
Anna Rothziegel studierte in der Zeit zwischen 1912 und 1915 an der Kunstgewerbeschule Wien in der Textilwerkstätte bei Rosalia Rothansl und in der Emailwerkstätte bei Adele von Stark. Sie entwarf zwischen 1917 und 1919 für die Wiener Werkstätte (WW). Von ihr stammen verschiedene Stickereien. Die Modellbücher der WW verzeichnen neben verschiedenen Emailarbeiten auch Lautenbänder, Beutel, Lesezeichen, einen Lampenschirm, eine Batistdecke sowie gestickte Kassettendekore.
1921 heiratete sie den Maler, Graphiker, Kunsthandwerker und Puppenspieler Karl Fränkel (1895–1964). Das Ehepaar gestaltete im Jahr 1927 das Album Wiener Vorstadt – Kunst der Gegenwart, ein Leporello mit Zeichnungen und Texten. Das Werk beschäftigt sich mit volkstümlichem Kunsthandwerk in Wien: „Unter Vorstadtkunst der Gegenwart wurden Kunstwerke verstanden, die dem Stil des Volkes entsprechen, ob sie nun von Professionisten oder vom Volke selbst hergestellt sind.“ (Beschreibung im Deckelblatt). Enthalten sind Texte und von Hand kolorierte Lithographien. Die Illustrationen zeigen den Neustifter Kirtag, den Wiener Prater, die Sommer-Arena in Hernals (Rosensteingasse), die Siedlungen Bretteldorf, Bruckhaufen und Kaasgraben. Unter den Abbildungen gibt es Figuren für Kinder-Theater (Pimperln), Spielzeug mit Vogelstimmen, Tragantfiguren (Zuckerbäckerei), Devotionalien u. Scherz-Figuren aus Wachs, Lampions und Wandmalereien mit Angabe des Herstellers oder des Verkaufsortes.

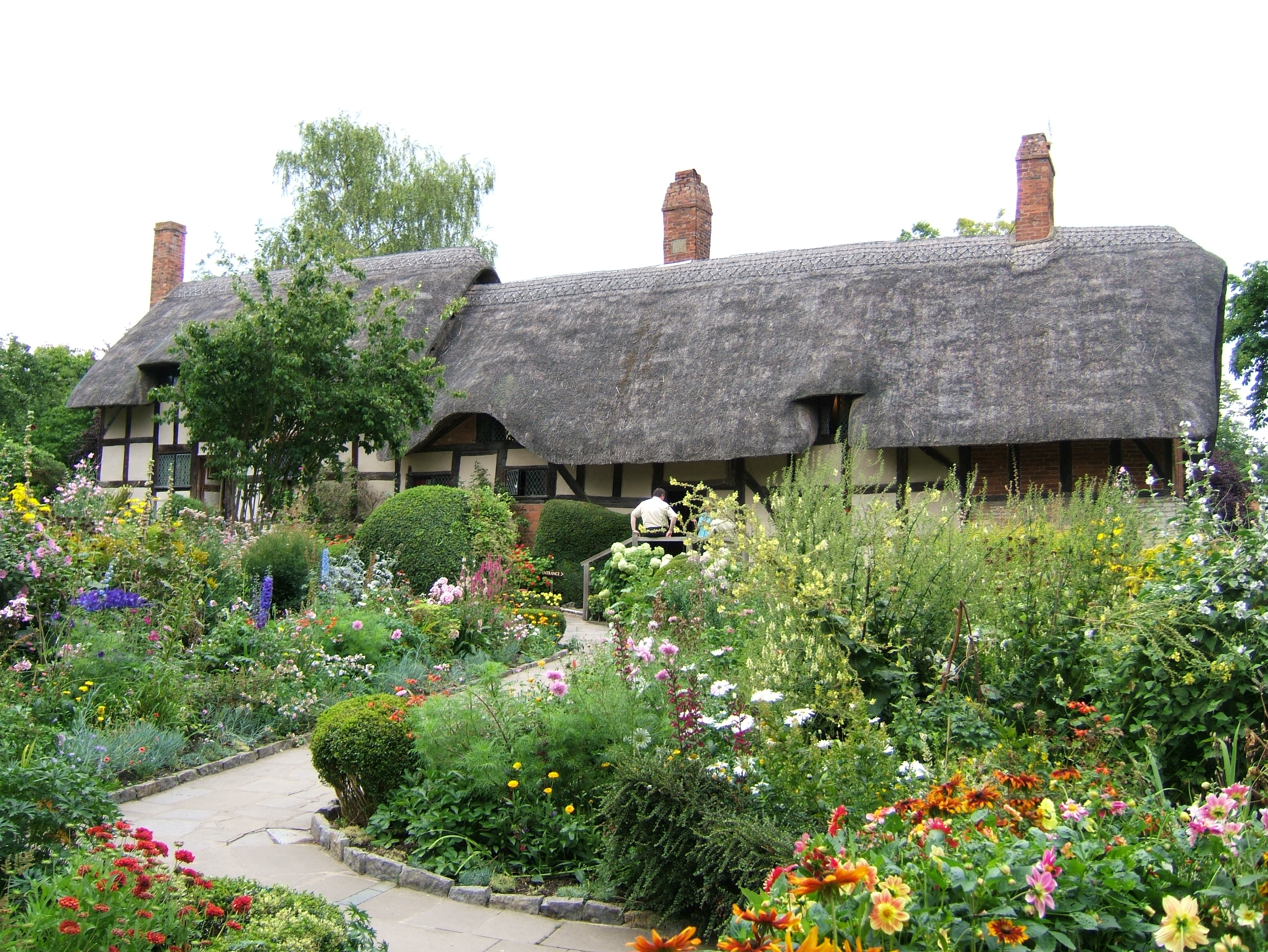
Anne Hathaway's Cottage mit Garten, 2006

Im Jahr 1939 war Karl Fränkel im Konzentrationslager in Dachau interniert. Nach seiner Haftentlassung emigrierte das Paar nach Großbritannien. In dieser Zeit betreute Anna Rothziegel-Fränkel den Garten des Anne Hathaway's Cottage nahe Stratford-upon-Avon. Im Jahr 1945 erfolgte die Rückkehr nach Wien. 
Anna Rothziegel-Fränkel starb im August 1979 mit 85 Jahren und wurde am 21. August 1979 auf dem Neustifter Friedhof bestattet.

## Werk (Auswahl)
- 1916: Kassette, Modellnummer: E 0663[7]
- vor 1919: Batistdecke mit 16 Quadraten, Modellnummer: St 3[8]
- 1919: Stickvorlage, Durchschlag und Pause für das Motiv einer quadratischen Batistdecke mit 16 bestickten Quadraten[9]

## Ausstellungen
- 1917: Österrikiska Konstutställningen, Stockholm[1]

Posthum
- 2021: „Die Frauen der Wiener Werkstätte“, MAK Wien

## Veröffentlichungen
- Anna Rothziegel-Fränkel: Der distelblaue, lichtblaue oder Lichtbratel-Montag nach Michaeli. In: Verein für Volkskunde Wien: Wiener Zeitschrift für Volkskunde, XXXIII. Jahrgang, Selbstverlag, Wien, 1928, S. 106, 107 (docplayer.org Digitalisat, abgerufen am 16. Februar 2022).
- Wiener Vorstadt-Kunst der Gegenwart, gezeichnet von Karl Fränkel, Text von Anna Fränkel-Rothziegel, Handschriftlicher Deckeltitel: „Wiener Vorstadt-Volkskunst 1927. Ein Leporello-Album“, Verlag: Wien, Neustift a. W., Selbstverlag 1927, Gedruckt auf einer Künstler-Hand-Presse/Kürpresse, 1927.